# Грантс Пас
Грантс Пас (на английски: Grants Pass) е град в щата Орегон, САЩ. Грантс Пас е с население от 37 579 (приблизителна оценка от 2017 г.) и обща площ от 19,90 км² (7,70 мили²). Получава статут на град през 1887 г. Разположен е на 292,60 м (960 фута) надморска височина. Намира се в окръг Джозефин. В превод Грантс Пас означава „Грантов проход“ или „Прохода на Грант“ (Грант е лично и фамилно име).